# Rifugio Lago Nero
Il Rifugio Lago Nero è un rifugio sito nel comune di Abetone Cutigliano, sull'Appennino tosco-emiliano, a 1730 m s.l.m.

## Caratteristiche e informazioni
Edificato alla sommità della valle del Sestaione, sottostante l'Alpe Tre Potenze al margine del Lago Nero. La struttura è dotata di 16 posti letto in un'unica camerata e dispone di una cucina completamente attrezzata. L'acqua corrente è disponibile solamente nel periodo estivo. Durante i periodi di chiusura la struttura ospita un bivacco di emergenza, con 4 posti letto, sempre aperto.

## Accessi
È raggiungibile dalla valle del Sestaione (15 minuti in auto da Abetone, 30 da San Marcello Pistoiese, in un'ora e trenta di cammino dal piazzale (sentiero CAI n°104-106). Costruito sotto l'Alpe Tre Potenze, dista pochi minuti a piedi anche dal Lago Piatto.

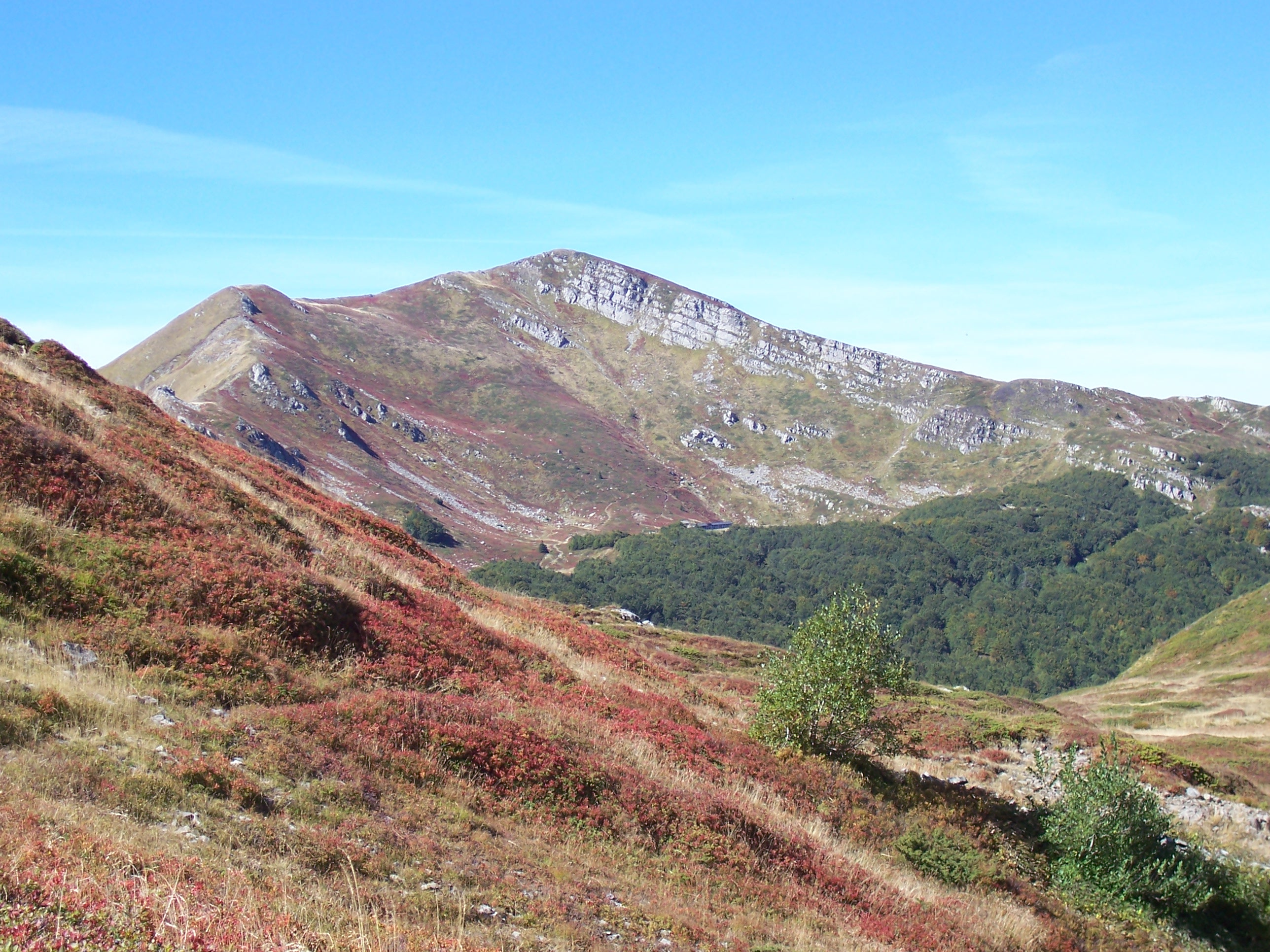
L'alpe Tre Potenze, al centro si intravede il Rifugio Lago Nero